# 阿迪亞貝尼王國
阿迪亞貝尼是一个古老的亚述王国，首都为阿尔贝拉。
阿迪亞貝尼统治者于1世纪皈依犹太教。王后海倫娜还移居耶路撒冷，并在大卫城北部圣殿山南侧为自己，以及儿子兴建埃沙德斯·巴尔·蒙罗巴斯与蒙罗巴斯二世兴建了宫殿。此外，她还协助以色列与罗马作战。